# Avril 1815

## Événements

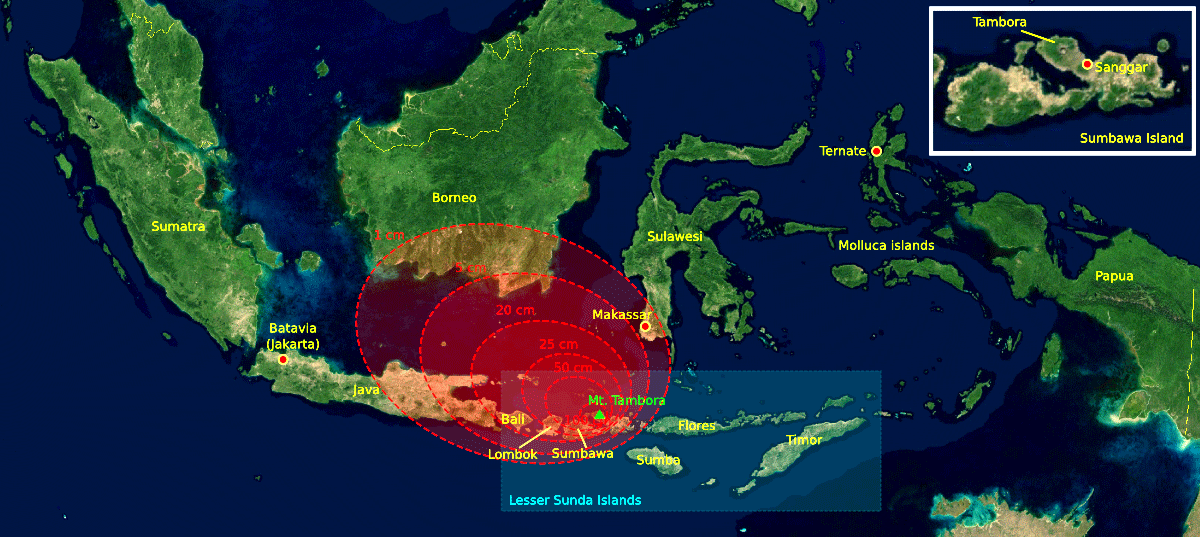
5-10 avril : épaisseur des retombées de cendres après l'explosion du Tambora. C'est la plus gigantesque éruption connue qui fait environ 120000 victimes sur place. Les cendres sont projetées à près de 44 km d'altitude dans la stratosphère (voir les travaux du climatologue américain Michael Chenoweth et du volcanologue islandais Haraldur Sigurðsson).

- 3 avril : victoire de Murat sur les Autrichiens à la bataille du Panaro. Il entre à Bologne. Les Napolitains avancent sur Modène.
- 4 avril : une flotte espagnole sous le commandement de Pablo Morillo, partie de Cadix le 18 février, débarque au Venezuela et commence la reconquête de la Nouvelle-Grenade[1].
- 5 - 10 avril : éruption volcanique du volcan Tambora, de l'île de Sumbawa en Indonésie[2], 90 % de la population de l'île meurt (plus de 50 000 morts). L'éruption cause des anomalies climatiques tout autour du monde. Le volcan projette une grande quantité de cendres dans l’atmosphère, ce qui provoque une baisse de température et des récoltes médiocres en 1816. En Nouvelle-Angleterre, cette année est connue comme l'année sans été. 200 000 victimes de la faim en Europe.
- 6 avril : les Britanniques rétrocèdent l'île Bourbon à la France[3].
- 7 avril : 
  - Création du royaume lombard-vénitien[4].
  - Omar Agha devient dey d'Alger[5].
- 8 avril, France :
  - convention de La Palud.
  - suppression des droits sur les boissons.
- 8 avril - 3 mai : contre-offensive autrichienne dans la guerre napolitaine. Joachim Murat échoue à traverser le Pô et recule après deux jours de combat à la bataille d'Occhiobello (8-9 avril). Les Autrichiens passent le Pô. Ils sont victorieux à Carpi (10 avril), à Casaglia (12 avril) et reprennent Ferrare (13 avril) et Florence le 15 avril. Murat se retire à Ancône. Il est de battu dans sa retraite sur le Ronco (21 avril), à Cesenatico (23 avril) et Pesaro (28 avril). Poursuivi par deux armées autrichiennes, il tente de les battre séparément. Il envoie une division sous Carascosa pour bloquer Neipperg au nord, et dirige le gros de ses forces vers l'ouest face à Bianchi pour le rencontrer à Tolentino[6].
- 22 avril : Benjamin Constant rédige à la demande de Napoléon l’Acte additionnel aux Constitutions de l’Empire, approuvé par plébiscite (2/3 d’abstentions) et favorisant la bourgeoisie.
  - Napoléon demande la paix aux Alliés, qui le mettent en retour au ban de l’Europe, renouvelant le pacte de Chaumont. Il se décide alors à prendre l’initiative de l’attaque.
- 23 avril (11 avril du calendrier julien), Takovo : début de la seconde révolte serbe de Milos Obrenovic contre le pouvoir ottoman soutenue par la Russie (fin en 1817)[7].

## Naissances
- 1er avril : Otto von Bismarck, chancelier de Prusse puis de l'Empire allemand.
- 8 avril : Andrew Graham (mort en 1908), astronome irlandais.
- 22 avril : Wilhelm Peters (mort en 1883), zoologiste et explorateur allemand.

## Décès
- 10 avril : William Roxburgh (né en 1759), médecin et botaniste écossais.
- 26 avril : Carsten Niebuhr (né en 1733), cartographe, géomètre-expert, et explorateur allemand qui consacra sa carrière au service du Danemark.